# Червенія
Червенія (рум. Cervenia) — комуна у повіті Телеорман в Румунії. До складу комуни входить єдине село Червенія.
Комуна розташована на відстані 84 км на південний захід від Бухареста, 18 км на південний схід від Александрії, 142 км на схід від Крайови.

## Населення
За даними перепису населення 2002 року у комуні проживали 3449 осіб.
Національний склад населення комуни:
| Національність | Кількість осіб | Відсоток |
| -------------- | -------------- | -------- |
| румуни         | 3350           | 97,1%    |
| цигани         | 98             | 2,8%     |
| угорці         | 1              | < 0,1%   |

Рідною мовою назвали:
| Мова      | Кількість осіб | Відсоток |
| --------- | -------------- | -------- |
| румунська | 3421           | 99,2%    |
| циганська | 28             | 0,8%     |

Склад населення комуни за віросповіданням:
| Релігія            | Кількість осіб | Відсоток |
| ------------------ | -------------- | -------- |
| православні        | 3039           | 88,1%    |
| адвентисти         | 323            | 9,4%     |
| бретрени           | 37             | 1,1%     |
| баптисти           | 26             | 0,8%     |
| не релігійні       | 11             | 0,3%     |
| римо-католики      | 4              | 0,1%     |
| атеїсти            | 2              | 0,1%     |
| греко-католики     | 1              | < 0,1%   |
| не вказали релігію | 1              | < 0,1%   |

## Зовнішні посилання
- Дані про комуну Червенія на сайті Ghidul Primăriilor [Архівовано 15 червня 2012 у Wayback Machine.]